# Serra de Ansião
A Serra de Ansião é um conjunto de elevações de Portugal Continental, com 533 m de altitude máxima. Situa-se na transição entre a Beira Litoral e o Ribatejo. O seu ponto mais alto situa-se na freguesia de Pousaflores, concelho de Ansião, no local denominado Serra do Castelo (vértice geodésico de Ariques), com 533 m de altitude. Localmente, a zona (extremo norte da Serra de Ansião) é denominada Serra da Ameixieira (vértice geodésico de Quartinho - 445 m), nome da pequena localidade que se situa no cimo da primeira vertente da serra, a partir do Norte.
De Norte para Sul:
1. Serra da Ameixieira (VG Quartinho) - 445 m;
2. Serra do Casal Soeiro - 492 m;
3. Serra da Portela (VG Monte da Ovelha) - 527 m;
4. Serra do Castelo (VG Ariques) - 533 m;
5. Serra dos Ariques - 488 m.